# Estación de Arcila
La estación de Arcila es una estación ferroviaria situada en la ciudad homónima marroquí. La estación se encuentra algo alejada del núcleo de población principal, frente a la playa. Cuenta con una superficie de 620 m2. En 2007 fue remodelada y ampliada, con una inversión 13 millions de dírhams marroquís, que mantuvo el aspecto arquitectónico tradicional del edificio central de la estación.